# Владимировка (Криничанский район)
Владимировка (укр. Володимирівка) — село, Проминьский сельский совет, Криничанский район, Днепропетровская область, Украина.
Код КОАТУУ — 1222088603. Население по переписи 2001 года составляло 172 человека.

## Географическое положение
Село Владимировка находится в 2-х км от левого берега реки Грушевка, в 0,5 км от села Егоровка. Рядом проходит автомобильная дорога Т-0420.